# 印度尼西亞憲法
印度尼西亚共和国宪法（縮寫UUD '45）是印度尼西亚的憲法，又稱45年憲法。

## 歷史
隨著印尼擺脫第二次世界大戰日本的佔領，1945年6月至8月間，開始制定憲法。45年憲法曾被49年憲法及50年憲法取代，但在1959年7月5日恢復。
1945年宪法，在苏卡诺设计的建國五項原則下設計 ，作为印度尼西亚国家独立的基本規則。45年限法規定行政、立法和司法的有限分离；政府体制，是“具有內閣制特征的总统制”。  在1998年的动荡和苏哈托辞职后，45年憲法獲得修改，改變了政府組織，並加入人權條款。
1942年，第二次世界大战期间，日本入侵荷属东印度群岛，擊敗荷兰殖民政權，占领该地。南方军負責統轄東印度諸島。南方均总部设在越南西貢。依據幾座大島，日本将東印度群島划分为三个军管區：第25军管轄蘇門答臘；第16军管轄爪哇島和印度尼西亚东部岛屿，及一部分婆罗洲。第38军管轄砂拉越和沙巴。帝国海军亦控制部分島嶼。随着日军頻頻敗戰，特别是在1944年10月雷伊泰湾海战戰敗后，佔領軍任命越来越多的印尼本地人擔任占领方行政职位。
1945年3月1日，第16军為爪哇島成立独立準備調査会。第25军后来亦为苏门答腊建立独立準備調査会。 东印度群岛的其余地区不存在这样的组织。 
爪哇的独立準備調査会由62名成员组成。在第二届会议中共有68名成员。拉吉曼担任主席。未来的总统苏卡诺和副总统穆罕默德‧哈達都是調查會成员。1945年5月29日至 6月1日間，和7月10日至17日間共举行了两次会议。第一次会议讨论原則，包括稱為潘查希拉的国家哲学。总统苏卡诺6月1日演讲中闡述了潘查希拉。 
两次会议之间的休会期间，由蘇卡諾等人组成的九人委员会将蘇卡諾的潘查希拉修訂为未来宪法的序言，此為雅加達憲章。  7月10日开幕的第二次会议上，由蘇卡諾等19人组成的委员会制定了临时宪法，內容包括穆斯林有义务遵守沙里亞 。
宪法草案共37条，包含4条过渡条款和2条附加条款。憲法規定国家會是个單一制共和国。  
1945年7月26日，盟軍在波茨坦宣言中要求日本无条件投降。日本意识到即將输掉战争，开始實行計畫印度尼西亚独立。  8月6日，美軍在廣島投下核子彈。8月7日，南方軍允許印尼领导者设立独立準備委員会（PPKI）。在美軍於长崎投下第二颗原子弹，以及8月9日苏联入侵满洲後，日本于1945年8月15日宣布无条件投降。苏卡诺和哈达則於1945年8月17日宣布印尼独立。独立準備委員会於次日開會。  
在苏卡诺主持的該次会议上，哈达、苏波莫等27名成员开始逐条讨论宪法草案。受哈達影響，委员会修正了《雅加达宪章》的文字，包含穆斯林需遵守伊斯兰教法的規定，亦删除总统必须是穆斯林的条款。新宪章随后成为宪法序言。委员会随后正式通过了宪法。  
1945年宪法（UUD"45"）實施後，到了1949年12月27日被联邦宪法取代。而1950 年8月17日的临时宪法又取代了聯邦憲法。 1955年，举行了人民代表會議（DPR）和制憲大會的選舉，以起草最终宪法。然而，針對伊斯兰教在印尼的地位，民族主义者和伊斯兰主义者间起了爭執，憲法因而陷入停滯。苏卡诺对憲法的停滞感到失望，隨後在军方的支持下推动恢复1945年宪法。儘管该议案于1958年5月30日和1959年6月 2日付诸表决，但表決未获得所需的三分之二多数票。最后，1959年7月5日，苏卡诺解散议会，恢复1945年宪法。 

### 宪法修正
尽管苏卡诺将其视为過渡文件，於1968 年上台的苏哈托則拒绝修憲。  1983 年，人民协商会议（MPR）规定，在修憲需經全国公民投票，1985更要求公投投票率需达到 90%，且任何更改都必须以 90% 的投票率批准。1997年，巴蒙卡斯（Sri Bintang Pamungkas）因私自出版1945年宪法的修正案而被捕入狱。 
随着1998 年苏哈托和新秩序的垮台，1983年與1985年對修憲的法律遭到废除，印尼民主化的道路已经明确。1999年、2000年、2001年和2002年的人民協商會議(MPR)上分四个阶段完成修憲。憲法，从37条增加到73条，條文內容僅11%保持不变。 
最重要的变化是：
- 修宪前后的印尼政治制度總統僅連任一次

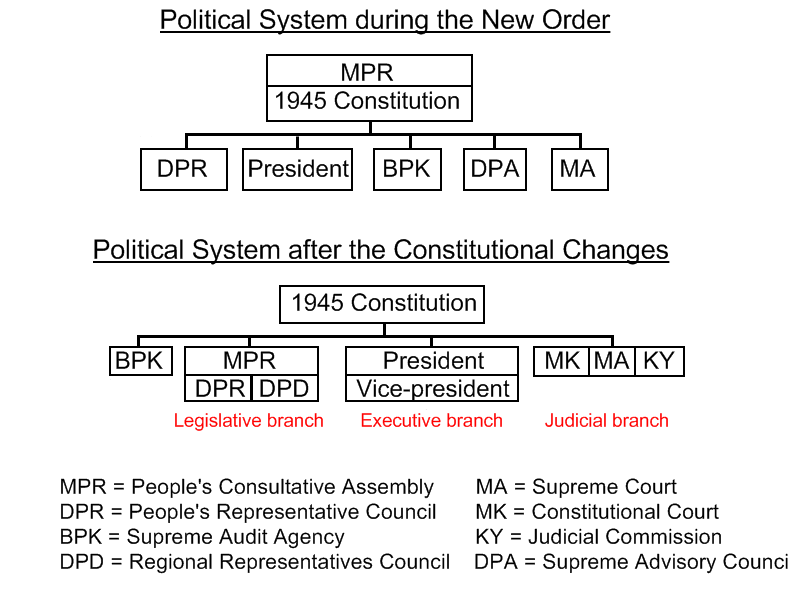
修宪前后的印尼政治制度

- 建立由地方代表理事会(DPD)与人民代表會議（DPR）组成的人民協商會議(MPR)。前兩項機關完全由选举产生
- 總統制取代半總統制
- 總統直接民選
- 重組政府體制，人民大會不再具備憲法上的最高地位。
- 废除最高評議院[11]
- 为人民代表會議（下議院）和地区立法机關强制进行直接、一般、自由、秘密、诚实和公平的选举
- 设立違憲審查制度
- 成立司法委员会
- 增加十條全新的人权条款。

在上述变化中，宪法法院的设立被视为印度尼西亚宪法的重大突破。2003年，由印度尼西亚著名学者Jimly Asshiddiqie領銜9名法官组成憲法法院。法院有五个管辖权：
1. 法律的違憲審查
2. 国家机關之间的管辖权争议
3. 选举结果的争议
4. 政党的解散
5. 弹劾總統、副總統

此次改革的另一特點是，成立了貪污肅清委員会(Komisi Pemberantasan Korupsi, KPK)，该委员会独立打击腐败和贪污。在印度尼西亚，腐败被视为一种特別嚴重的犯罪。

## 内容

### 前言
1945年宪法序言包含了潘查希拉。

### 第一章 国體與主权
印度尼西亞是單一共和國。共和國主權屬全體國民。

### 第二章 人民协商会议
人民协商会议由人民代表委员会和地方代表理事會組成，兩會皆由直接選舉產生。人民协商会议修改和通过法律，及依法任命罢免总统。

### 第三章 行政权
概述了总统的权力。规定了对总统和副总统的要求。 限制總統副總統僅連任一次。總統大選透過直接選舉。规定弹劾程序。总统和副总统宣誓誓詞。

### 第四章 部长
四篇短文赋予内阁宪法基础。总统有部长的人事任命權。

### 第五章 地方政府
規定印度尼西亚如地方制度。地方首長，由大选选出。国家承认地方自治，及某些地区的特殊性。

### 第六章 人民代表會議
人民代表委員會，由普选产生，具有立法、预算審查和监督职能。人民委員會能質詢政府和提出意见。

### 第七章-A：地方代表理事會
地方代表理事會，通過選舉產生與各省數量相同的成员。理事会可以向人民代表委員會提出与地区问题有关的法案。它还可以就税收、教育和宗教提出建议。

### 第 VII-B 章：普选
人民代表会议、地方代表理事會、总统副总统，以及地区立法机關成员的换届选举，須遵循自由、秘密、诚实和公平原則。每五年举行一次。人民代表委员会和地区立法机關以政黨比例產生：地方代表理事會以各地區域選舉產生。

### 第八章 财政
总统提出年度国家预算，供人民代表會議审议。

### 第八章-A 最高審計署
解释说这是为了监督国家基金的管理。

### 第九章 司法
確認司法独立。解释最高法院的作用和地位以及司法委员会的作用。还陈述了宪法法庭的作用。

### 第 IX-A 章：領土
国家是群岛國家，其边界和权利由法律规定。

### 第十章 公民
定义公民和居民，并声明所有公民在法律面前一律平等。详细说明保障所有人的人权。
人民享有不受酷刑的自由、思想和良心自由、宗教自由、不受奴役的自由、在法律面前被承认为个人的自由以及不受追溯性立法指控的自由。這些權利，在任何情况下都不能撤销。此外，每个人都有权不受任何理由的歧视。

### 第十一章 宗教
国家以信仰唯一真神为基础，但国家保证所有人的宗教自由。

### 第十二章 国防
国家所有公民都有义务和权利参与保卫国家。概述武装部队和警察的结构和功能。

### 第十三章 教育
声明每个公民都有受教育的权利。还要求政府将 20% 的国家预算分配给教育。

### 第十四章 国民经济和社会福利
国家认为主要生产工具由国家控制。国家應照顾穷人。

### 第十五章 国旗、语言、国徽和国歌
指定印度尼西亚的国旗、官方语言、纹章和国歌。

### 第十六章 宪法的修改
规定提出修改和修改宪法的程序。必须有三分之二的人民协商会议成员出席：任何提议的修正案都需要全体人民协商会议議員的简单多数通過。国家的单一制不能变動。

### 过渡条款
現有法律和政府机關继续存在，直到本宪法规定新的法律和政府机關的状态。2003年8月17日之前，應设立宪法法庭。

### 附加条款
责成人民协商会议重新审查其及其前任通过的法令，使其在 2003 年全体会议上确定其有效性。

## 備註
1. ↑  僅在正、副總統職位空缺時選舉正、副總統。
2. ↑  以印度尼西亞中央國民委員會的成立日為準。